# Cimitero degli Allori
Il Cimitero evangelico agli Allori (o degli Allori) si trova a Firenze, in via Senese 184, tra le Due Strade e il Galluzzo.

## Storia
Il piccolo cimitero fu aperto il 26 febbraio 1860, quando le comunità non cattoliche di Firenze non poterono più seppellire i loro defunti nel cimitero degli inglesi di piazzale Donatello, poiché con l'abbattimento delle mura esso si era venuto a trovare all'interno della città e quindi i regolamenti comunali vi vietavano la tumulazione di nuove salme. Prese il nome dal podere degli Allori dove è situato.
Da allora il Cimitero si offre come itinerario nella memoria americana della città come vero e proprio pantheon degli artisti d’oltreoceano. Vi sono raccolte le spoglie di coloro che, attratti dal mito di Firenze, la scelsero come patria della propria anima e ne fecero il luogo dove trascorrere la vita. 
Nato come cimitero evangelico, dal 1970 accoglie defunti appartenenti anche ad altre confessioni, compresi alcuni musulmani.
Il cimitero è salito alle cronache nel 2006, quando la scrittrice e giornalista Oriana Fallaci vi è stata tumulata. Oltre a lei vi sono sepolti alcuni membri della sua famiglia e vi si trova un cippo commemorativo di Alekos Panagulis, compagno della scrittrice.

## Personalità sepolte nel cimitero
Tra le più note si ricordano:
- Gisela von Arnim (1827 - 1889), scrittrice tedesca e figlia di Achim von Arnim
- Harold Acton (1904 - 1992), scrittore, storico e collezionista d'arte britannico
- Anna Banti (1895 - 1985), scrittrice e traduttrice italiana
- Salvatore Battaglia (1843 - 1900), politico mazziniano e repubblicano
- Arnold Böcklin (1827 - 1901), pittore, disegnatore, scultore e grafico svizzero
- Bruno Fallaci (1893 - 1972), giornalista italiano
- Neera Fallaci (1932-1984), giornalista e saggista
- Oriana Fallaci (1929 - 2006), scrittrice e attivista italiana
- Corrado Feroci "Silpa Bhirasri" (1892 - 1962), scultore, disegnatore, docente, rettore, critico d'arte e scrittore italiano naturalizzato thailandese
- Boris Georgiev (1888 - 1962), pittore bulgaro
- Carmen Gronau -  Storica dell'arte e mercante d'arte germano-britannica
- Georg Gronau -  storico dell'arte tedesco
- Herbert John Louis Hinkler (1892 - 1933), pioniere dell'aviazione e inventore australiano
- Herbert Percy Horne (1864 - 1916), collezionista d'arte e storico dell'arte britannico
- Violet Page "Vernon Lee" (1856 - 1935), scrittrice inglese
- Adriano Lemmi (1822 - 1906), banchiere italiano e gran maestro del Grande Oriente d'Italia
- Roberto Longhi (1890 - 1970), storico, critico d'arte e accademico italiano
- Ernesto Michahelles "Thayaht" (1893 - 1959), artista italiano
- Henry Roderick Newman (1843 -1917), pittore statunitense
- John Pope-Hennessy (1913 - 1994), storico dell'arte britannico
- Leonardo Savioli (1917 - 1982), architetto e pittore italiano
- Truman Seymour (1824 - 1891), generale e pittore statunitense
- Hans-Joachim Staude (1904 - 1973), pittore tedesco
- Frederick Stibbert (1838 - 1906), collezionista d'arte e imprenditore inglese
- Giovanni Battista Giorgini (1898 - 1971),  imprenditore italiano
- Violet Trefusis (1894 - 1972), scrittrice britannica
- Gherardo Nerucci (1828 – 1906) avvocato e storico italiano

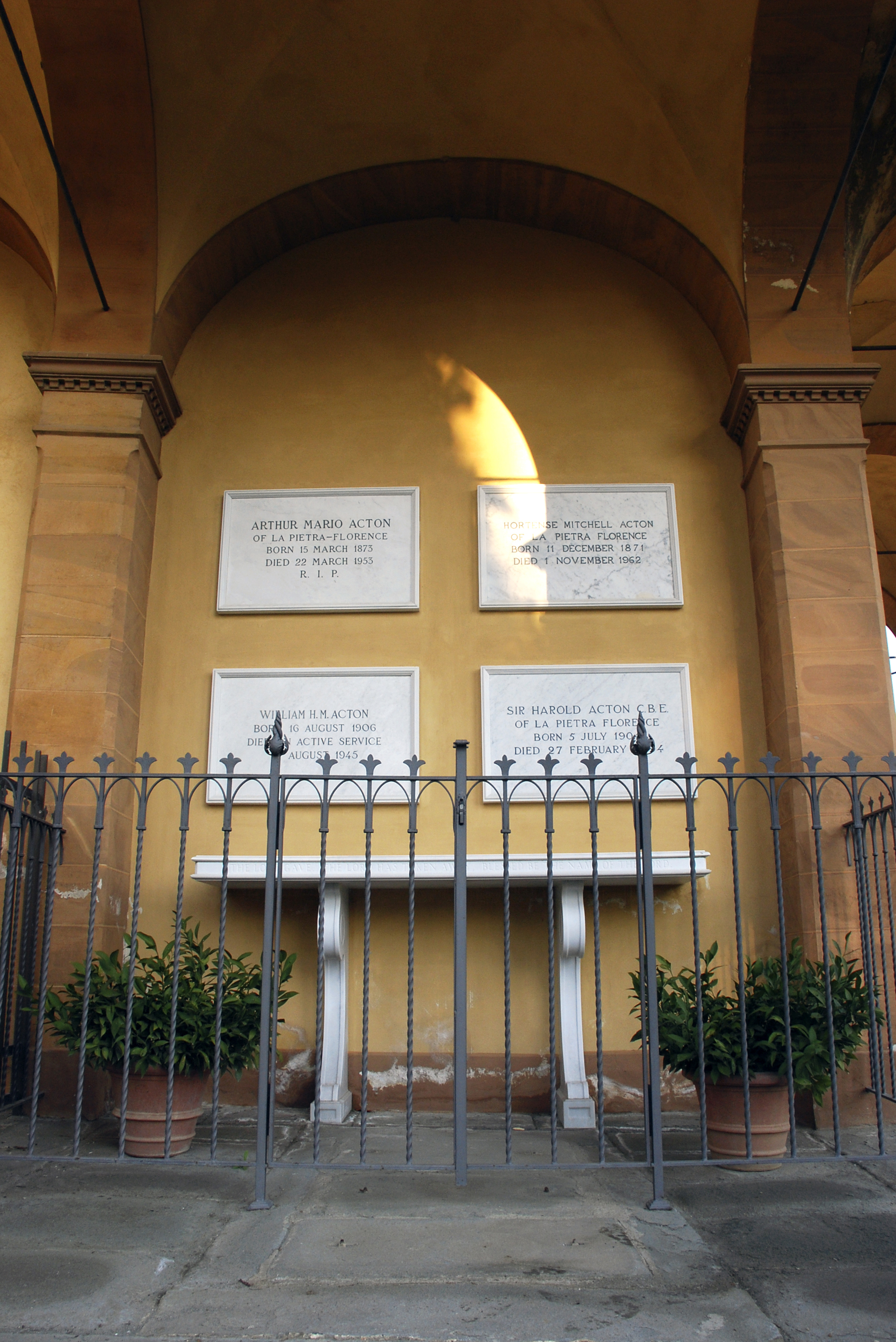
Tomba di Harold Acton
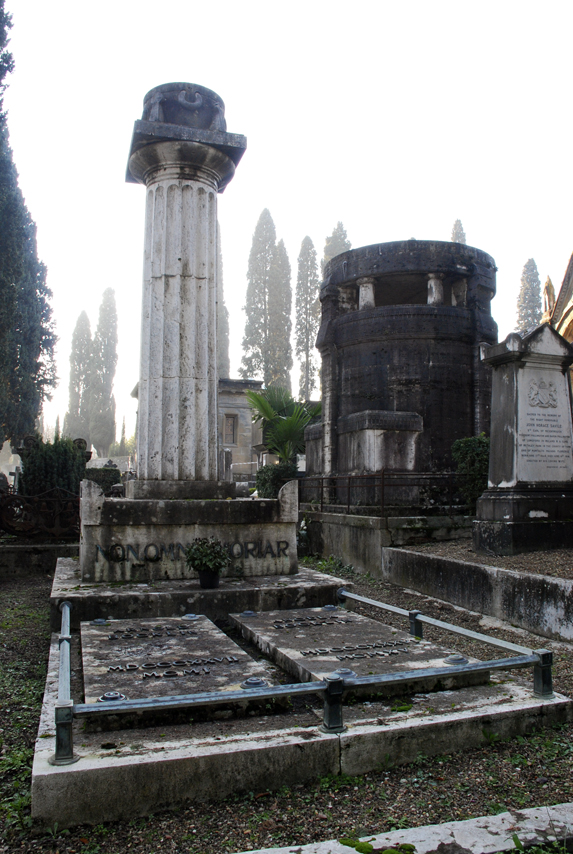
Tomba di Arnold Böcklin
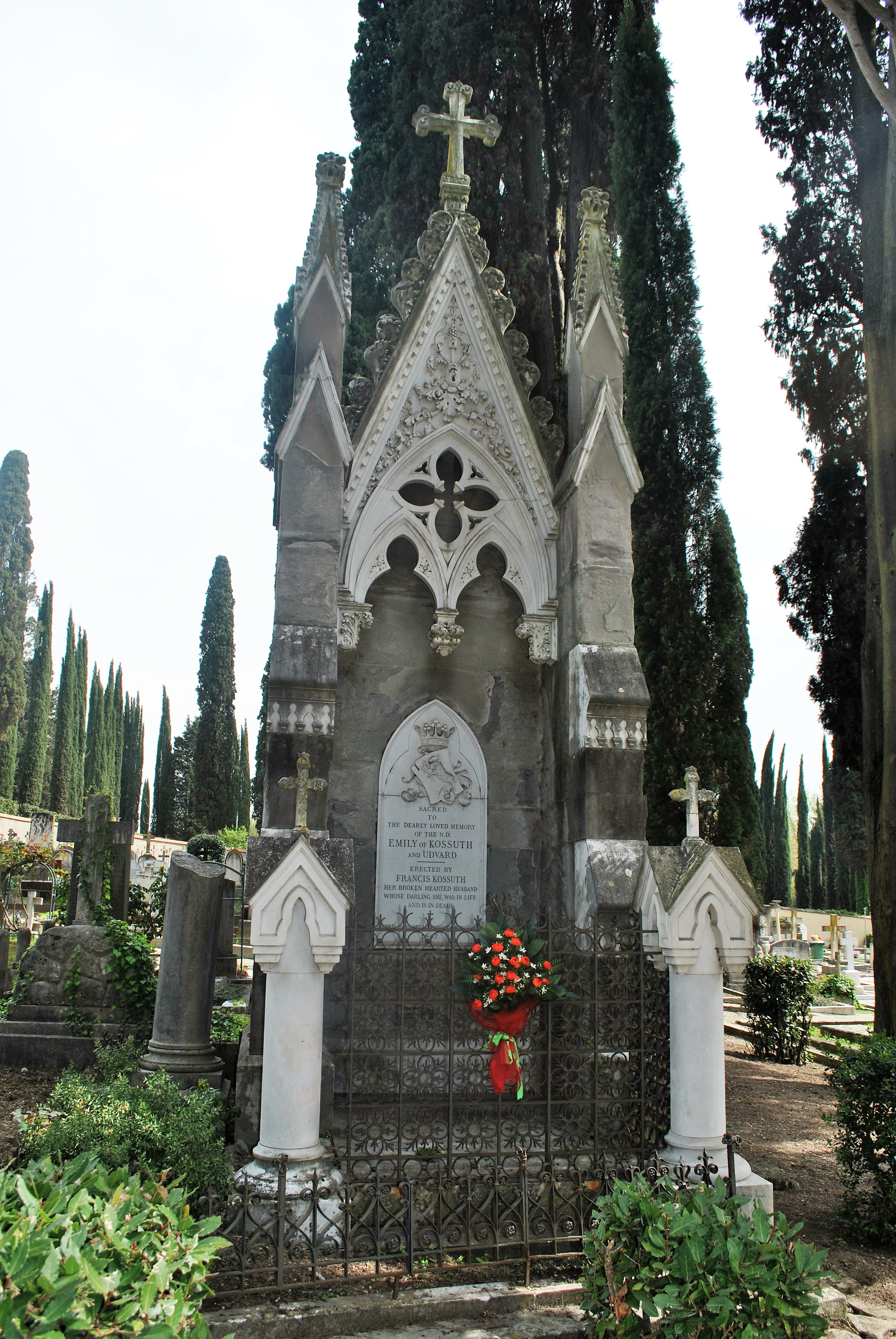
Tomba di Emily Hoggins Kossuth
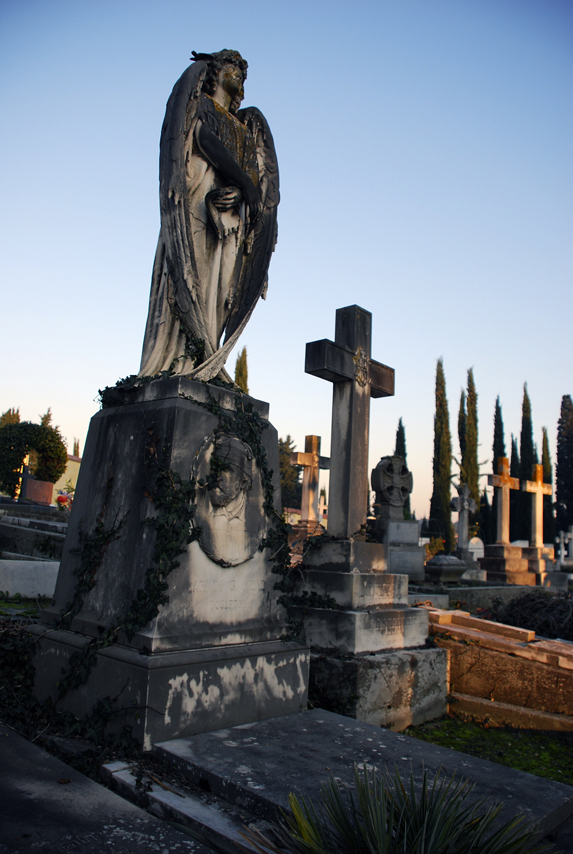
Tomba di Larkin Goldsmith Mead
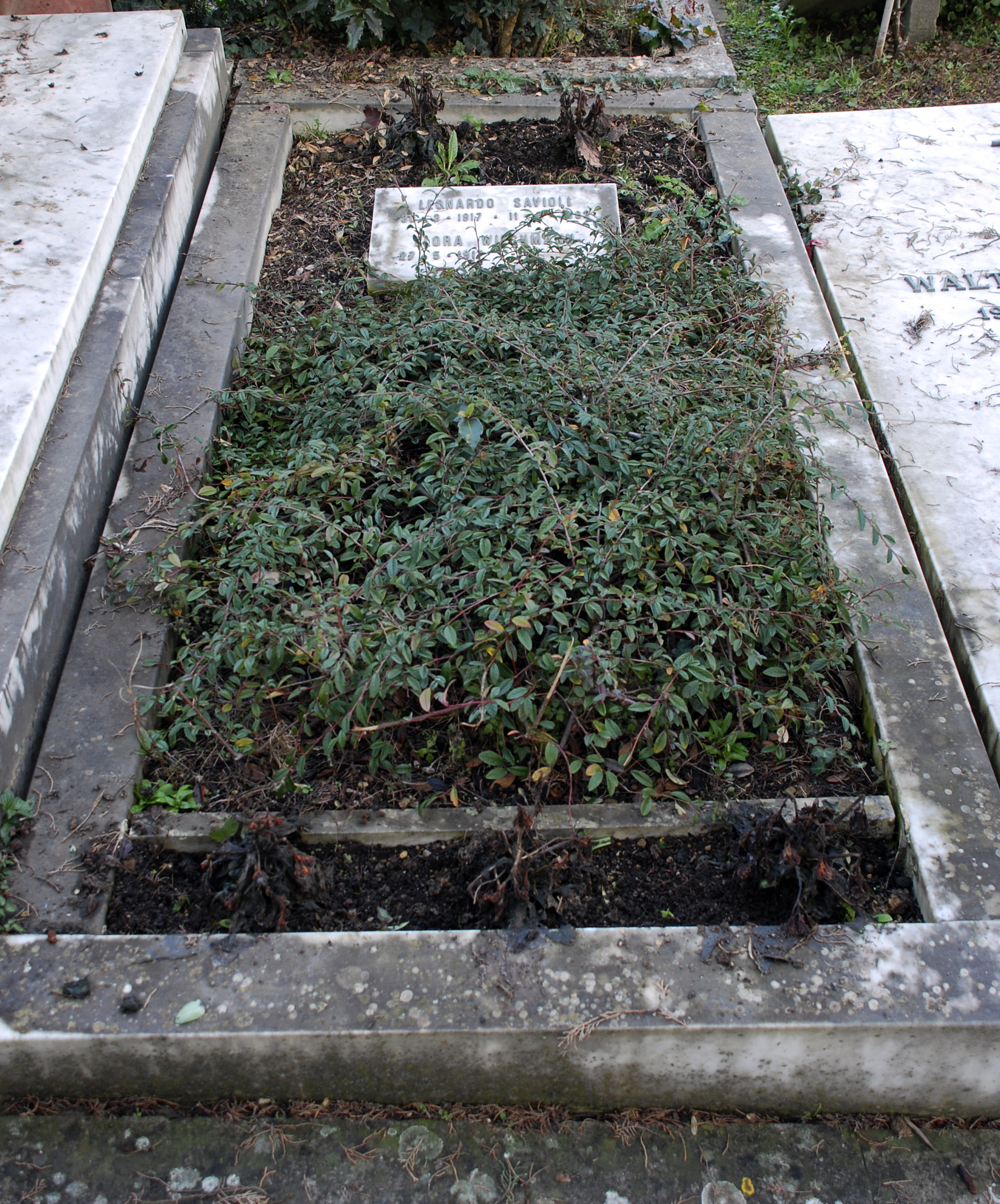
Tomba di Leonardo Savioli
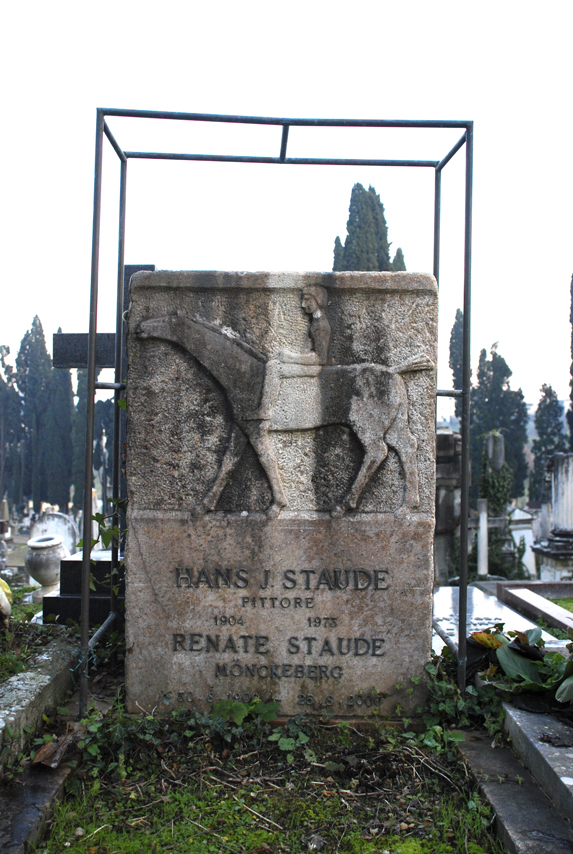
Tomba di Hans-Joachim Staude
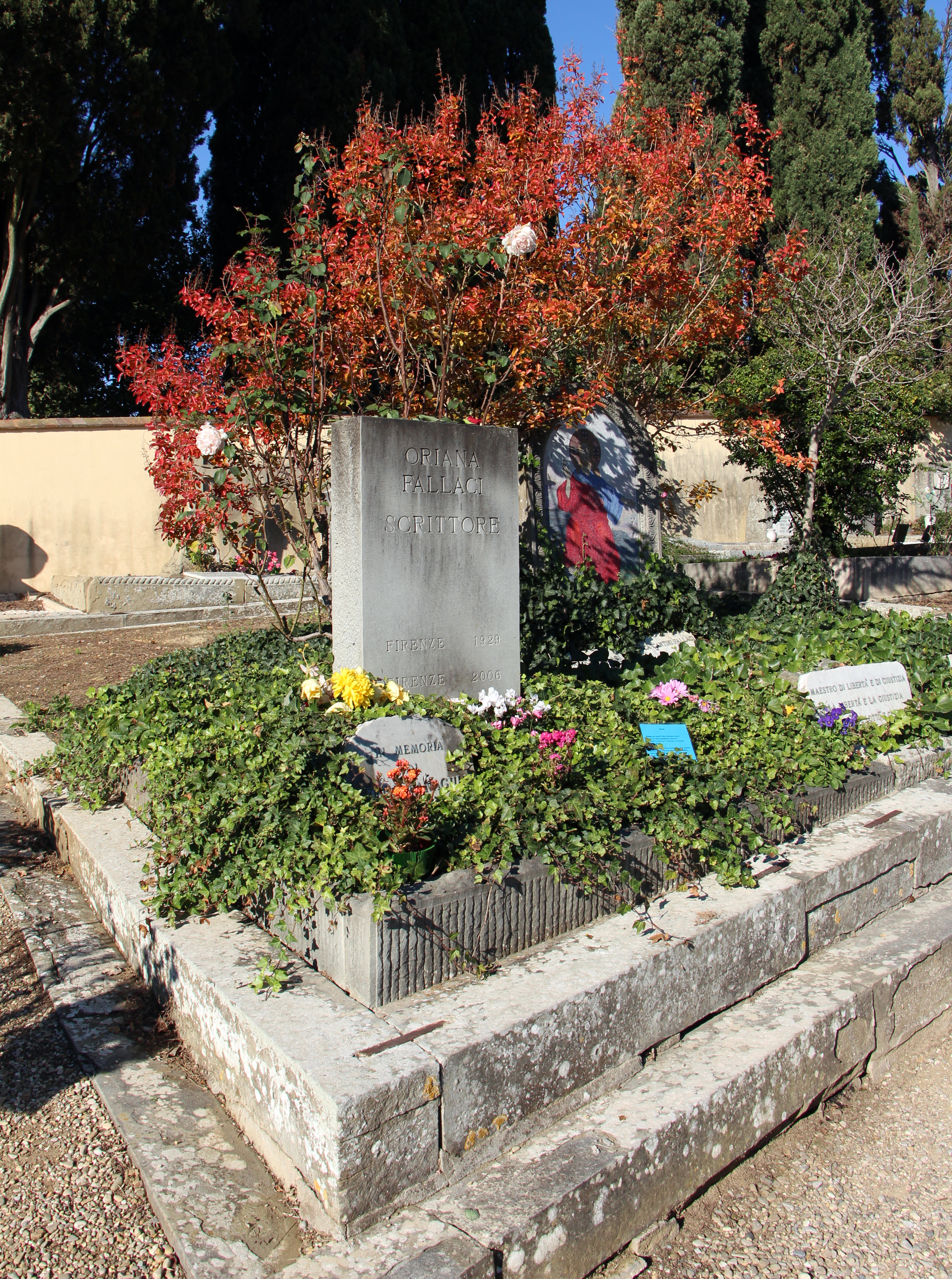
Tomba di Oriana Fallaci